# پیش‌پنجره
1. پیش‌پنجره
2. نعل درگاه

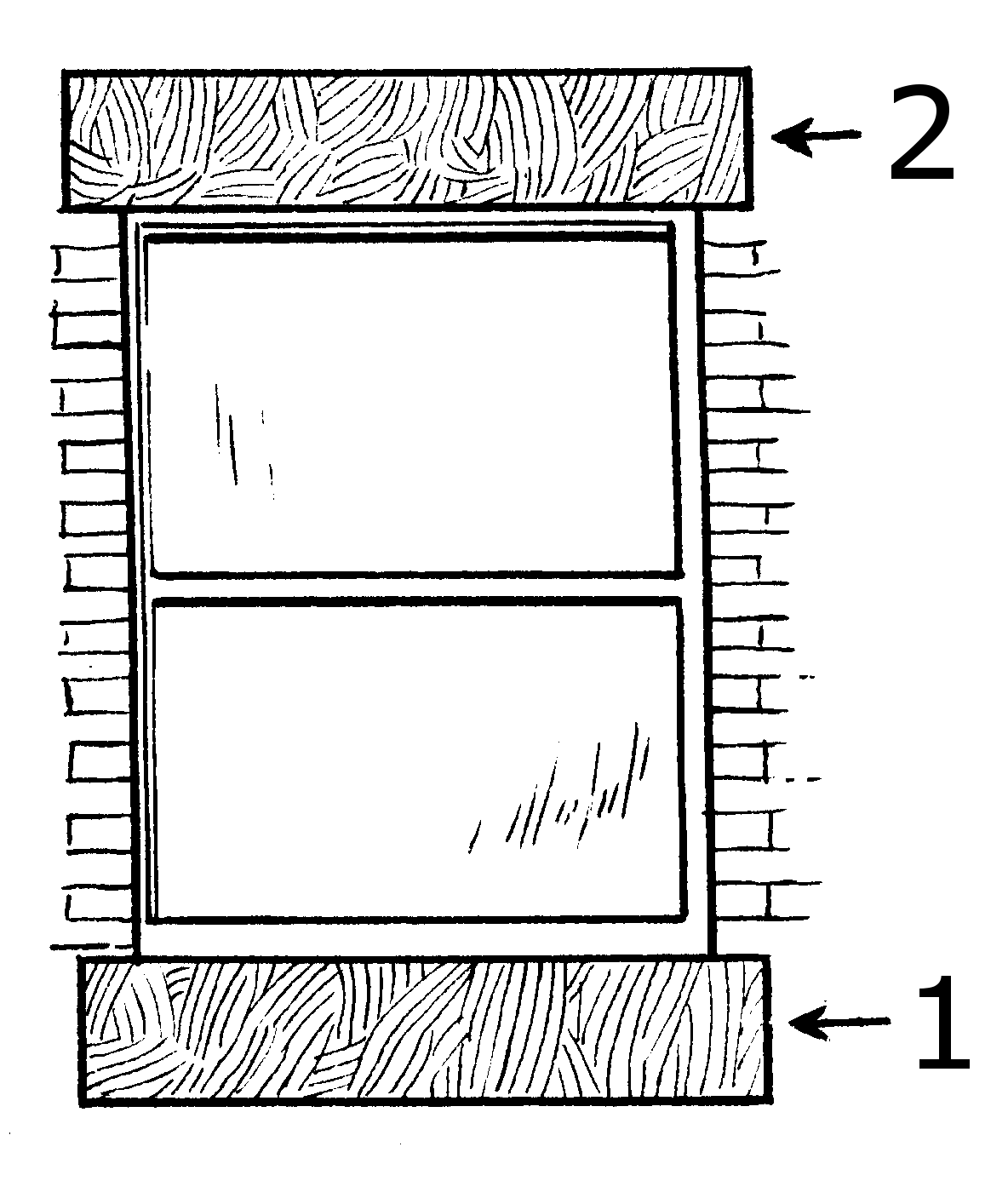

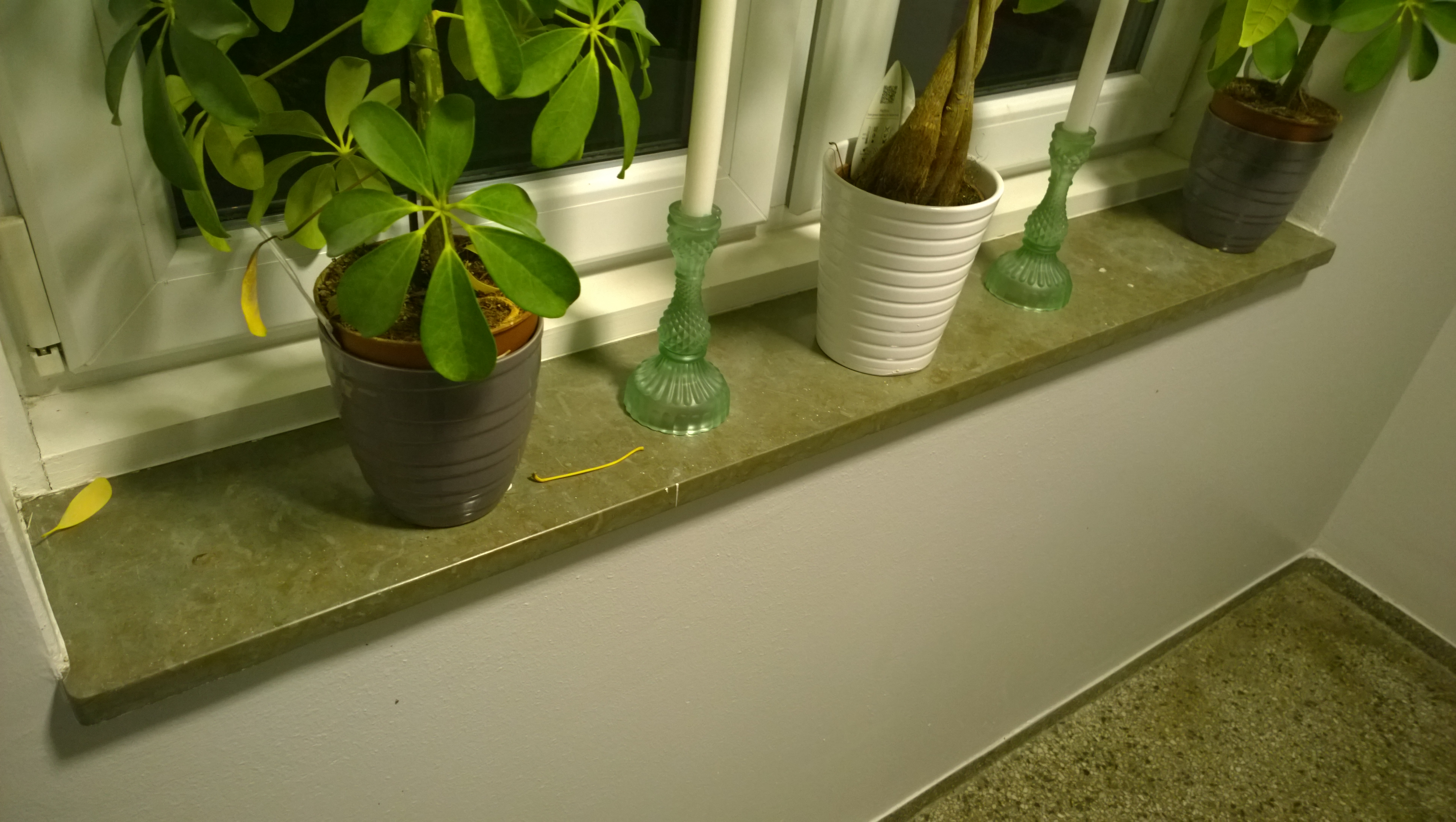
پیش‌پنجره

پیش‌پنجره یا طاقچه یا آستانه پنجره (همچنین در زبان انگلیسی با عنوان windowsill یا window-sill نوشته می‌شود)؛ در معماری ایرانی با عنوان هِرّهٔ پنجره نیز شناخته می‌شود. ساختار یا سطح افقی در پایین پنجره است. پیش‌پنجره‌ها برای حمایت ساختاری و نگه داشتن پنجره در جای خود عمل می‌کنند.
قسمت بیرونی پیش‌پنجره مکانیزمی را برای ریختن آب باران از دیوار در دهانۀ پنجره فراهم می‌کند؛ بنابراین، پیش‌پنجره‌ها معمولاً کمی به سمت پایین از پنجره و دیوار متمایل می‌شوند و اغلب از سطح بیرونی دیوار امتداد می‌یابند، بنابراین آب به جای اینکه از دیوار پایین بیاید، چکه می‌کند.
برخی از پیش‌پنجره‌ها از سنگ طبیعی، سنگ قالب‌گیری (مصنوعی)، بتن، کاشی یا سایر مواد غیر-متخلخل ساخته می‌شوند تا مقاومت آن‌ها در برابر آب بیشتر شود.
پنجره‌ها ممکن است دارای یک پیش‌پنجرۀ ساختاری نباشند یا ممکن است پیش‌پنجره به اندازهٔ کافی در برابر آب و هوا مقاوم نباشد. در این موارد ممکن است از نواری از مواد ضدآب و مقاوم در برابر آب و هوا (فولاد، وینیل، پی‌وی‌سی) به نام تابه آستانه برای محافظت از دیوار و جاری شدن آب استفاده شود. مانند پیش‌پنجره، تابه آستانه نیز معمولاً شیب‌دار و از دیوار بیرون زده است.

## انواع پیش‌پنجره
پیش‌پنجره در کلی‌ترین مفهوم، یک عنصر ساختاری افقی در زیر یک پنجره یا واحد پنجره در ساختارهای بنایی یا قاب‌بندی است و به عنوان بخشی از قاب پنجره در نظر گرفته می‌شود. پایین یک قاب پنجره در بالای پیش‌پنجره دهانهٔ دیوار قرار دارد.

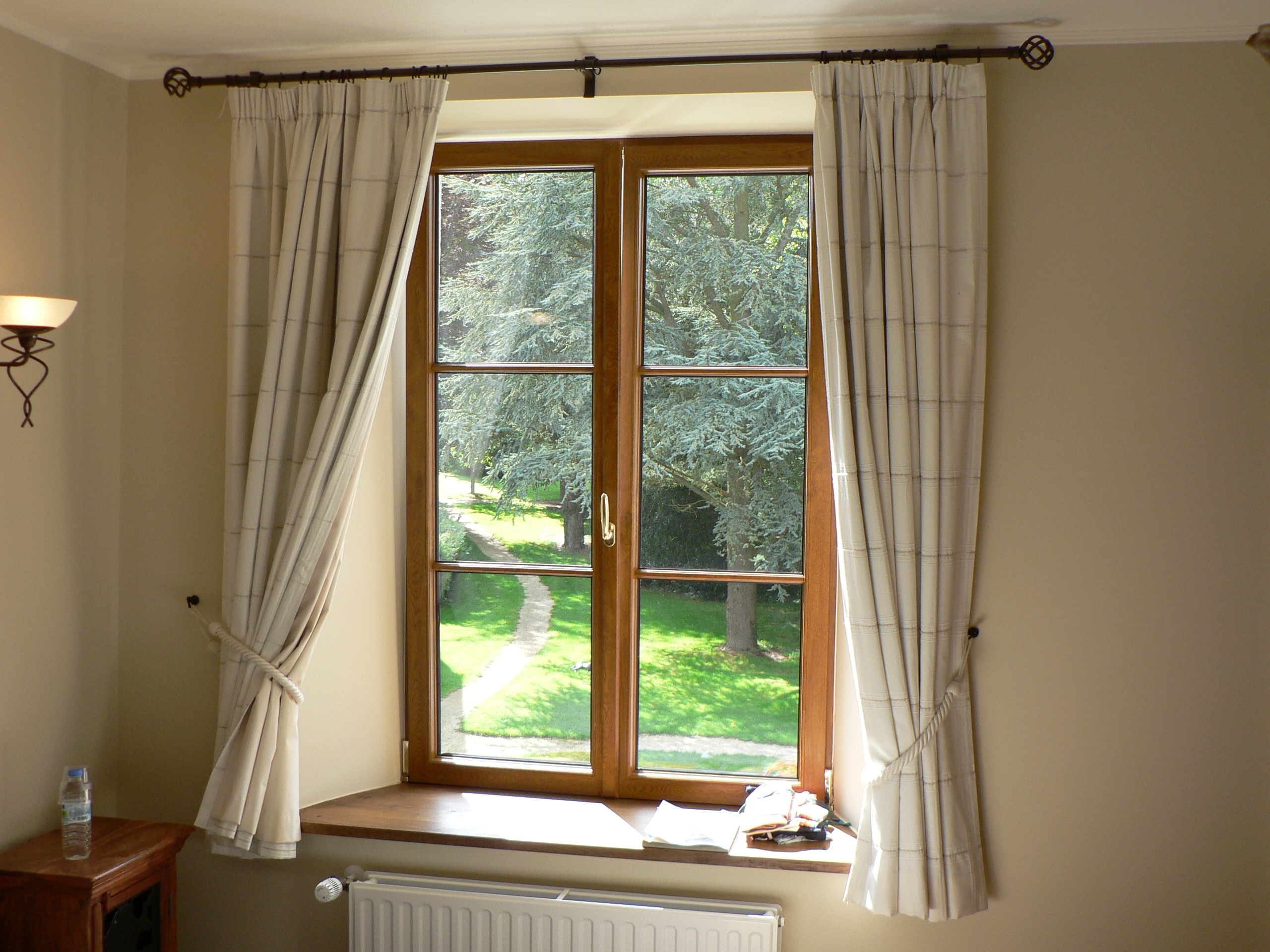
کتاب‌هایی که روی یک پیش‌پنجرۀ داخلی یا چهارپایه قرار گرفته‌اند.

یک پیش‌پنجره ممکن است تمام عرض یک دیوار را از داخل به خارج بپوشاند، همان‌طور که اغلب در ساختمان‌های بنایی پایه وجود دارد و باعث می‌شود آن را هم در داخل و هم در بیرون ساختمان نمایان کند. در چنین حالتی، پیش‌پنجرۀ بیرونی و پیش‌پنجرهٔ داخلی دو سوی یک عنصر ساختاری خواهند بود.
برعکس، یک پیش‌پنجره ممکن است فقط از ساختار دیوار داخلی به بیرون کشیده شود و از داخل ساختمان قابل مشاهده نباشد. در این حالت، پنجره احتمالاً دارای یک قطعهٔ تزئینی داخلی قفسه مانند است —اغلب از جنس چوب، کاشی یا سنگ— که از پیش‌پنجرۀ بیرونی پنجره متمایز است. اصطلاح فنی که توسط نجارها، تولیدکنندگان پنجره و سایر متخصصان برای این قطعۀ تزئینی استفاده می‌شود، چهارپایۀ پنجره است، اما به عنوان پیش‌پنجره نیز شناخته می‌شود. در ساختمان‌های مسکونی، برخی از افراد از این نوع دوم از پیش‌پنجره داخلی یا چهارپایه برای نگهداری گیاهان آپارتمانی، کتاب‌ها یا سایر وسایل شخصی کوچک استفاده می‌کنند.